# 1414 هـ
1414 هـ هي سنة في التقويم الهجري امتدت مقابلةً في التقويم الميلادي بين سنتي 1993 و1994.

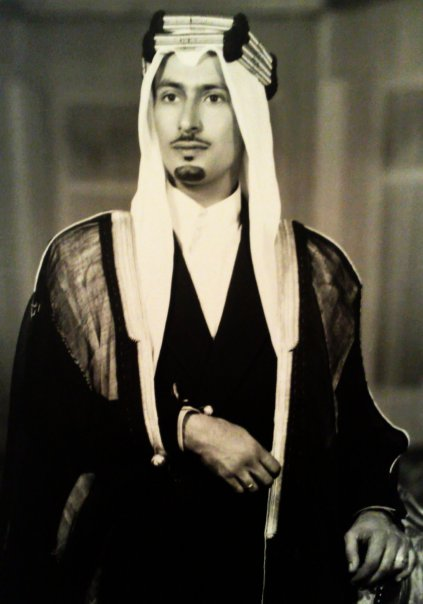
سعد بن عبد العزيز آل سعود

## مواليد
- رومارينهو
- صالح خالد الشهري
- نيرمين محسن
- بوراك أوزدمير

## وفيات
- إبراهيم الإبياري
- البرت حوراني
- الرحماني المباركفوري
- باروخ جولدشتاين
- جميل أحمد التهانوي
- زكي نجيب محمود
- عبد الأعلى السبزواري
- عبد الرحمن الهاشمي
- عبد اللطيف ممتاز الحسيني
- عبد الله الخليفي
- عبد الله بن محمد بن سعود الكبير
- فريد جبر
- قاصدي مرباح
- كامل سليم البابا
- محمد المكي الناصري
- محمد بن تاويت التطواني
- محمد رضا الكلبيكاني
- محمد سعيد المسلم
- محمد محمود ولد الشيخ زيدان
- 1 محرم العلامة الأديب الشاعر المفلق المؤرخ الموريتاني المختار ولد حامد الديماني.
- عبد الملك بن عمر بن عبد اللطيف آل الشيخ
- 11 ربيع الثاني - عوسي الأعظمي - رياضي واعلامي بغدادي.
- 7 رجب : سعد بن عبد العزيز آل سعود رئيس مجلس العائلة المالكة السعودية سابقاً.
- 15 رمضان - حمود بن عبد العزيز آل سعود - أمير سعودي.